# Водлі (Джорджія)
Водлі (англ. Wadley) — місто (англ. city) в США, в окрузі Джефферсон штату Джорджія. Населення — 1643 особи (2020).

## Географія
Водлі розташоване за координатами 32°51′53″ пн. ш. 82°24′10″ зх. д. / 32.86472° пн. ш. 82.40278° зх. д. (32.864790, -82.402802).  За даними Бюро перепису населення США в 2010 році місто мало площу 11,91 км², з яких 11,80 км² — суходіл та 0,11 км² — водойми.

## Демографія
Згідно з переписом 2010 року, у місті мешкала 2061 особа в 752 домогосподарствах у складі 510 родин. Густота населення становила 173 особи/км².  Було 851 помешкання (71/км²).
Расовий склад населення:
| - 79,2 % — чорних або афроамериканців - 17,4 % — білих - 0,6 % — азіатів - 0,1 % — корінних американців - 2,4 % — осіб інших рас |

До двох чи більше рас належало 0,2 %. Частка іспаномовних становила 4,8 % від усіх жителів.
За віковим діапазоном населення розподілялося таким чином: 27,7 % — особи молодші 18 років, 58,5 % — особи у віці 18—64 років, 13,8 % — особи у віці 65 років та старші. Медіана віку мешканця становила 36,4 року. На 100 осіб жіночої статі у місті припадало 85,2 чоловіків;  на 100 жінок у віці від 18 років та старших — 78,3 чоловіків також старших 18 років.
Середній дохід на одне домашнє господарство  становив 29 628 доларів США (медіана — 23 097), а середній дохід на одну сім'ю — 34 114 долари (медіана — 29 318). За межею бідності перебувало 33,7 % осіб, у тому числі 54,1 % дітей у віці до 18 років та 33,9 % осіб у віці 65 років та старших.
Цивільне працевлаштоване населення становило 548 осіб. Основні галузі зайнятості: виробництво — 20,8 %, мистецтво, розваги та відпочинок — 13,1 %, освіта, охорона здоров'я та соціальна допомога — 11,9 %.